# Bernhard Cramer (Geologe)

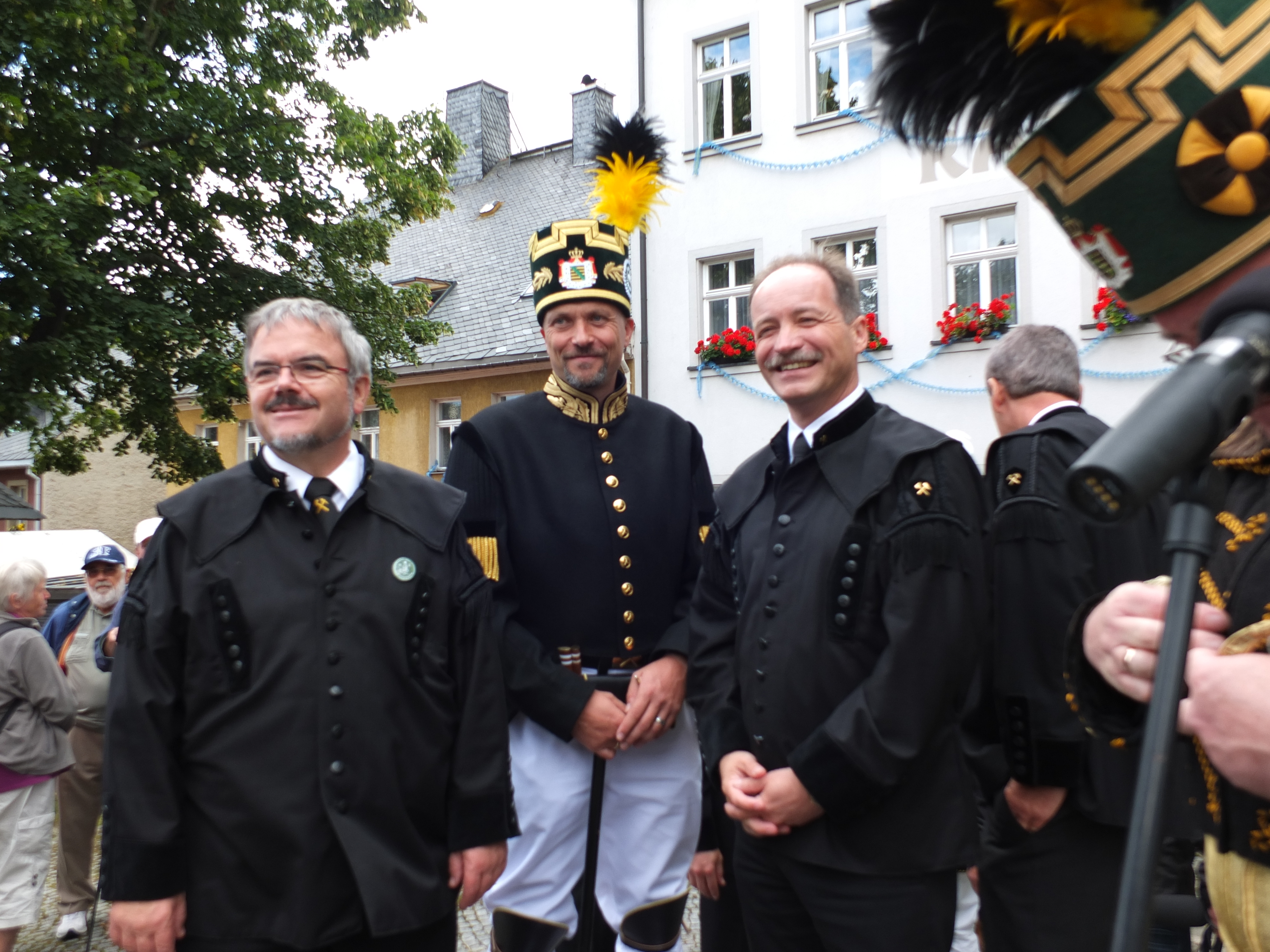
Bernhard Cramer (Mitte) zwischen Frank Vogel und Sven Morlok beim 4. Sächsischen Bergmanns-, Hütten- und Knappentag 2012 in Jöhstadt

Bernhard Cramer (* 1965 in Hamburg) ist ein deutscher Geologe. Er ist seit 2007 Honorarprofessor für Lagerstättenkunde an der Gottfried-Wilhelm-Leibniz-Universität Hannover und seit Dezember 2011 sächsischer Oberberghauptmann.

## Biographie
Cramer studierte zwischen 1988 und 1994 Hydrogeologie und Paläontologie mit dem Schwerpunkt angewandte Geochemie an der Christian-Albrechts-Universität zu Kiel. Anschließend war er bis 1997 als wissenschaftlicher Mitarbeiter am Institut für Erdöl und Organische Geochemie des Forschungszentrums Jülich tätig. Dabei führte er in Zusammenarbeit mit zwei russischen Instituten im Gasfeld Urengoi Untersuchungen zur Genese, Lagerstättendynamik und Gas-Austausch mit der Atmosphäre durch. Nach seiner Promotion zum Dr. rer. nat., die die Entstehung der Erdgaslagerstätte Urengoi zum Thema hatte, wechselte Cramer 1997 in den Bereich Erdöl- und Erdgasgeologie der Bundesanstalt für Geowissenschaften und Rohstoffe (BGR) in Hannover. Seit 1999 lehrte Cramer als Dozent für Lagerstättenkunde an der Gottfried-Wilhelm-Leibniz-Universität.
Im Jahre 2004 wurde Cramer an das Bundesministerium für Wirtschaft und Arbeit in Berlin als Rohstoffreferent abgeordnet. Nach einjähriger Tätigkeit in Berlin kehrte Cramer als Referatsleiter für Energierohstoffe und stellvertretender Leiter der Abteilung Energierohstoffe, Mineralische Rohstoffe zur BGR zurück. Im Jahre 2007 ernannte ihn die Leibniz-Universität zum Honorarprofessor für Lagerstättenkunde. Am 30. August 2011 wurde Cramer zum neuen Oberberghauptmann in Sachsen bestellt. Nach der Pensionierung von Reinhard Schmidt hat er am 1. Dezember 2011 die Leitung des sächsischen Oberbergamtes übernommen. Seit Mai 2024 ist Cramer zudem Vorsitzender des Hochschulrates der TU Bergakademie Freiberg.

## Wirken
Schwerpunkte seiner wissenschaftlichen Arbeit sind die Verfügbarkeit von Energierohstoffen sowie die Geologie und Geochemie der fossilen Energieträger, speziell der sibirischen Arktis.
In seiner Dissertation beschäftigte sich Cramer mit der Entstehung der weltgrößten Erdgaslagerstätte Urengoi, die durch Beckenstudien nicht erklärbar war. Er lieferte dabei als Erklärung die Migration von im Grundwasser gelösten Erdgas aus südlicher Richtung in einen 2500 m starken Grundwasserleiter sowie eine im Känozoikum erfolgte Hebung des Deckgebirges. Die DGMK Deutsche Wissenschaftliche Gesellschaft für Erdöl, Erdgas und Kohle zeichnete Cramer für diese Arbeit im Mai 1999 mit dem Georg-Hunäus-Preis aus. Die Deutsche Geologische Gesellschaft verlieh ihm dafür im selben Jahre den Bernd-Rendel-Preis.

## Publikationen
- Methan im nördlichen Westsibirischen Becken, Bildung, Lagerstättendynamik und Austausch mit der Atmosphäre, Dissertation, Forschungszentrum Jülich, Institut für Chemie und Dynamik der Geosphäre 4: Erdöl und Organische Geochemie, Jülich 1997